# 사토쇼정
사토쇼정(일본어: 里庄町)은 일본 오카야마현 남서부에 있는 아사쿠치군의 유일한 정이다. 구라시키시와 히로시마현 후쿠야마시 근처의 주택 지역으로 기능하고 있다.

## 지리
중앙부에서 북서부까지는 비교적 평탄하지만 그 외에는 산림이다. 사토쇼정에도 세토우치 지방에서 많이 볼 수 있는 저수지가 다수 점재한다.

## 역사
- 1889년 6월 1일 - 정촌제 시행으로 아사쿠치군 사토미촌(里見村)과 신조촌(新庄村)이 성립하였다.
- 1905년 4월 1일 - 사토미촌과 신조촌이 합병해 사토쇼촌(里庄村)이 성립하였다.
- 1950년 6월 1일 - 정으로 승격하였다.

## 교통

### 철도
- 서일본 여객철도 산요 본선

### 도로
- 산요 자동차도
- 국도 2호선